# Enclave calcaire de Châteaupanne

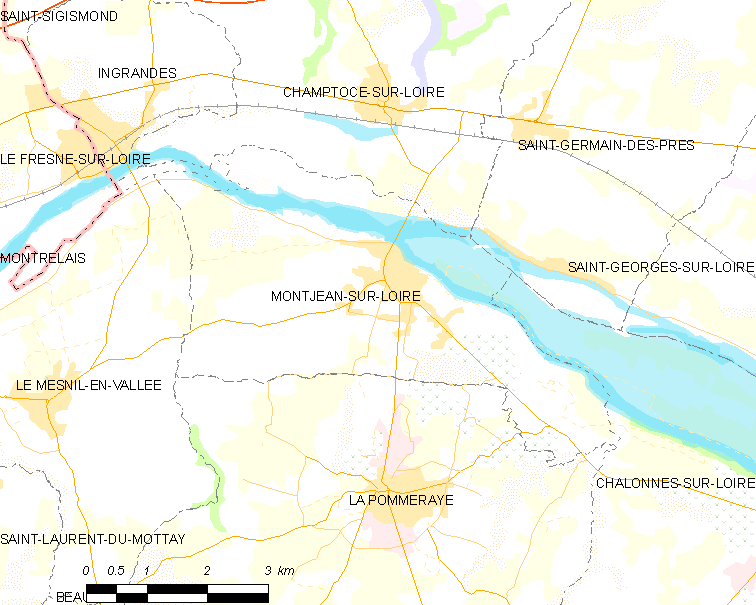
Carte de la région de Montjean-sur-Loire.

L'enclave calcaire de Châteaupanne est une carrière d'extraction des lentilles de calcaire et de fabrication de la chaux classée en zone naturelle d'intérêt écologique, faunistique et floristique située à l'intérieur du périmètre Natura 2000 « Vallée de la Loire de Nantes aux Ponts-de-Cé et ses annexes ». Le site s'étend le long de la Corniche Angevine, sur la rive Sud de la Loire, dans la commune de Montjean-sur-Loire, à l'ouest de Chalonnes-sur-Loire et au nord de La Pommeraye. Les sites chaufourniers de la Maison-Blanche et de Châteaupanne ont été inscrits au Monuments historiques (PA00109193) le 7 avril 1987.

## Description
Le site de Châteaupanne s'étend sur 26,7 hectares à l'extrémité orientale du massif armoricain. Son altitude s'élève de 13 à 46 mètres au niveau supérieur de la Corniche Angevine. La butte de Châteaupanne est située sur une enclave calcaire au sein d'un socle schisteux, exploitée depuis des années par l'homme. Elle comporte de nombreux habitats, tels que pelouses xérophiles calcaires, friches boisées, falaises, rochers et éboulis. Ce site naturel est composé d'une partie souterraine constituée de grottes et d'un réseau karstique.

## Géologie
Le site est localisé au sein de l'Unité de Châteaupanne. Celle-ci se compose de sédiments marins ordoviciens (Moulin de Châteaupanne Grès et siltstone Fresne) recouverts en discordance par la formation dévonienne de Chalonnes (Emsien). Cette formation est principalement composée de calcaire massif et montre à sa base des couches terrigènes avec des occurrences de fragments de plantes (membre basal de la formation de Chalonnes). Elle est elle-même recouverte par la formation de Sainte-Anne également d'âge dévonien (Emsien-Eifelien) qui est constituée de grès immatures déposés sur des calcaires récifaux.

## Paléobotanique
Dans la carrière de Châteaupanne, ont été découverts, en 2006, deux fossiles de plantes dénommés « Armoricaphyton chateaupannense » dont les tiges étaient faites de bois. L'importance de cette découverte paléobotanique est double : elle recule de 10 millions d'années la date d'apparition du bois soit 407 millions d'années. La plante ne mesure que de 10 à 20 cm de hauteur, elle prouverait que le bois est apparu avant les feuilles et les graines, et s'est développé à l'origine pour aider la circulation de la sève et non pour soutenir la plante structurellement dans sa croissance comme on le pensait jusqu'alors ; cette fonction de support serait donc intervenue plus tard.

## Historique
Le gisement de calcaire est connu de très longue date. La première mention de l'activité de l'extraction de calcaire et de la calcite du marbre sur le site chaufournier de Châteaupanne est datée du XVIIe siècle, mais il existait sans doute au Moyen Âge. À la fin du XVIIIe siècle, une demi-douzaine de fours à chaux verticaux produisaient de la chaux obtenue par la combustion de la calcite du marbre par le charbon. L'extraction industrielle a commencé au début du XXe siècle.

## Zones protégées

### Écosystème
D’après le document d’objectif du site Natura 2000, rédigé par le Conservatoire Régional des Rives de la Loire et ses Affluents en 2004, cet habitat se caractérise par des : « prairies se développant sur sols calcaires secs, très largement colonisées par de nombreux buissons de prunelliers et d’aubépines. La strate herbacée accueille de nombreuses orchidées ainsi qu’un certain nombre de plantes protégées nationalement ou régionalement : Germandrée botryde (Teucrium botrys), Hélianthème des Apennins (Helianthemum apeninum), Orchis homme-pendu (Aceras anthropophorum) ».
Cet habitat n’est présent sur ce site Natura 2000 que sur les lentilles calcaires de Bouzillé et de Montjean-sur-Loire.

### Monument historique
Le patrimoine architectural inscrit aux Monuments historiques par arrêté du 7 avril 1987, sont les éléments bâtis tels que le four de la maison blanche ; les trois fours subsistants de Châteaupanne à savoir La Jalousie, Clermont, l'Union ; la maison de contremaître ; la chaufournerie comprenant les écuries ; les forges ; la cabine de commande du téléphérique ; les bâtiments de la machine à vapeur (ruines) ; l'ancienne cantine (cad. AT 94, 120, 121, 122, 128, 148).